# Rävemåla bygdegård
Rävemåla bygdegård är en bygdegård som ligger i Rävemåla, Tingsryds kommun, Kronobergs län.
Bygdegården ligger vid Rävsjön och omgärdas av en park. Huset och utedansbanan byggdes 1936-1937 av Svenska Landsbygdens Ungdomsförbund i dåvarande Älmeboda landskommun genom ideella krafter. År 2013 utfördes en restaurering av utedansbanan och även en renovering av bygdegården har sedan dess utförts. Bygdegården ägs av Rävemåla Bygdegårdsförening.